# Noemi Batki
Noemi Batki (née le 12 octobre 1987 à Budapest) est une plongeuse italienne (d'origine hongroise, naturalisée à 3 ans).

## Biographie
Noemi Batki est médaillée de bronze aux Championnats d'Europe de 2008 (synchro 10 m) et médaillée d'argent à ceux de 2010 (plateforme 10 m).
Médaillée d'argent aux Championnats d'Europe à Eindhoven, en 2012, après avoir remporté la médaille d'or à Turin en 2011.
Après de nombreux échecs aux championnats du monde, elle se qualifie pour la finale de la plateforme de 10 m aux Championnats du monde de Kazan en 2015 ce qui la qualifie pour les Jeux olympiques de Rio en 2016, mais elle termine 12e, loin derrière les points obtenus en demi-finale.
Aux Championnats d'Europe de plongeon 2019, elle est médaillée d'or au plongeon synchronisé à 10 mètres avec Chiara Pellacani.